# Derby 6 CV
Der Derby 6 CV war eine Pkw-Modellreihe der französischen Automarke Derby aus den 1920er und 1930er Jahren. Dabei stand das CV für die Steuer-PS. Zu dieser Modellreihe gehörten:
- Derby Type K 4 (1928–1931)
- Derby Type L 2 (1931–1936)